# 斯圖爾皮卡尼鄉
47°28′N 25°46′E / 47.467°N 25.767°E
斯圖爾皮卡尼鄉（羅馬尼亞語：Comuna Stulpicani, Suceava），是羅馬尼亞的鄉份，位於該國東北部，由蘇恰瓦縣負責管轄，面積217平方公里，海拔高度570米，2002年人口6,267，人口密度每平方公里29人。